# Y2K!
Y2K! è il primo album in studio della rapper statunitense Ice Spice, pubblicato il 26 luglio 2024 dalla 10K Projects e Capitol Records.

## Antefatti e descrizione
Successivamente alla pubblicazione del suo primo EP Like..? nel 2023, promosso dal singolo Princess Diana con Nicki Minaj, e collaborando sempre con Minaj in Barbie World per la colonna sonora di Barbie, esordendo tra le prime dieci posizioni della Billboard Hot 100 con entrambi i brani.
Il 31 gennaio 2024 ha annunciato la pubblicazione del suo primo album in studio, il cui titolo Y2K, si riferisce alla sua data di nascita il 1º gennaio 2000 e al millennium bug.

## Tracce
1. Phat Butt – 2:09 (Isis Gaston, Ephrem Lopez Jr., Jamall Willingham, Bernard Leverette, Dengelo Hunt)
2. Oh Shhh... (featuring Travis Scott) – 2:41 (Gaston, Jacques Webster II, Lopez, Joshua Goldin-McCarthy)
3. Popa – 2:40 (Gaston, Lopez, Javier Mercado, Daniel Mohammadi, Synthetic, Upmadeit)
4. Bitch I'm Packin – 3:27 (Emma Marrone, Federica Abbate, Federico Bartollini, Francesco Catitti)
5. Plenty Sun – 2:41 (Gaston, Lopez, Mercado, Mohammadi, Synthetic, Upmadeit)
6. Did It First (feat. featurign Central Cee) – 1:58 (Gaston, Oakley Caesar-Su, Lopez, Nicolas Baran, Lily Kaplan)
7. BB Belt – 1:56 (Gaston, Lopez, RiotUSA)
8. Think U the Shit (Fart) – 2:21 (Gaston, Lopez, Mercado, Steven Giron, Venny)
9. Gimmie a Light – 2:06 (Gaston, Lopez, Sean Paul, Troy Rami, RiotUSA)
10. TTYL – 2:03 (Gaston, Lopez, RiotUSA)

## Successo commerciale
Y2K! ha esordito alla posizione numero diciotto della Billboard 200 con 28000 unità equivalenti ad album. L'album è divenuto il più basso esordio della cantante nella suddetta classifica, benché in termini si vendite abbia superato il precedente EP I Like...?. L'album ha esordito alla posizione numero 54 della classifica canadese, divenendo il suo esordio più basso in classifica; In Europa l'album ha esoedito in due classifiche ufficiali: alla posizione numero 20 in Lituania e 124 in Francia.
Alcune testate e media statunitensi specializzate nel genere musicale hip-hop hanno notato che l'intero progetto discografico risulta essere un flop commerciale che di popolarità dell'artista, sia negli Stati Uniti che in Europa, facendo riferimento alle quattro candidature ai Grammy Awards e alle collaborazioni di successo del 2023. Diversamente il network Complex ha sottolineato che, per un album con una lunghezza totale di 23 minuti, l'esordio risulta essere incoraggiante rispetto alla metodologia adottata da Billboard nel conteggi delle unità di vendita.

## Classifiche
| Classifica (2024) | Posizione massima |
| ----------------- | ----------------- |
| Canada            | 54                |
| Francia           | 124               |
| Lituania          | 20                |
| Polonia           | 43                |
| Stati Uniti       | 18                |